# Capella Sant Llàtzer (Barcelona)

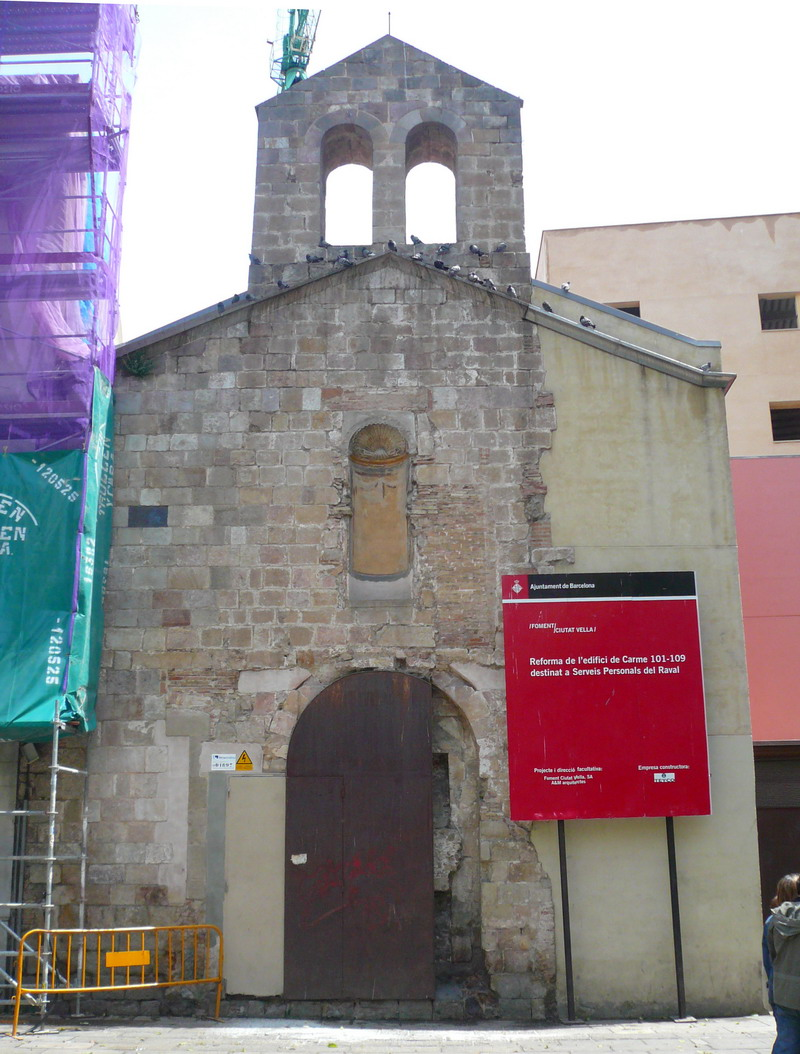
Capella Sant Llàtzer

Die Capella Sant Llàtzer ist ein romanisches Kirchlein im Stadtviertel El Raval von Barcelona, dessen Ursprünge auf die zweite Hälfte des 12. Jahrhunderts datiert werden.

## Geschichte
Dokumente deuten auf die Entstehung zur Amtszeit des Bischofs Guillem de Torroja (1144–1171). Die Kirche war Teil des heute nicht mehr bestehenden Leprosenhauses Hospital de Mesells, das im Jahre 1401 mit anderen Krankenhäusern Barcelonas zum Hospital de la Santa Creu zusammengelegt wurde. Das Leprahaus wurde im Jahre 1907 aufgelöst und die dazugehörige Kapelle nach einem Brandanschlag letztendlich im Jahre 1913 entweiht.
In den folgenden Jahrzehnten diente das Gebäude verschiedenen kommerziellen Zwecken, bis es in den 1950er Jahren durch den Architekten Adolf Florensa wiederentdeckt wurde. Die folgenden Restaurierungsarbeiten wurden in den 1990er Jahren abgeschlossen, nachdem die Stadt Barcelona das Gebäude in den 1980er Jahren erworben hatte.
Die Kirche kann wochentags besichtigt werden, der Gottesdienst am Sonntag wird von der Kirchengemeinde Sant Egidio abgehalten.

## Architektur
Sant Llàtzer ist ein einschiffiger Bau, der durch eine halbkreisförmige Apsis abgeschlossen wird. Die Decke des Kirchenschiffs stammt aus dem 18. Jahrhundert und ersetzte die alte, die sich in einem schlechten Zustand befand. Im selben Jahrhundert wurde an der Südseite des Kirchenschiffs, zur Carrer de l’Hospital hin, eine quadratische Kapelle erbaut, die dem Heiligen Grab gewidmet war.